# Église Saint-Sernin de Brassempouy
Pour les articles homonymes, voir Église Saint-Sernin.
L'église Saint-Sernin ou Saint-Saturnin se situe sur la commune de Brassempouy, dans le département français des Landes. Elle est classée Monument historique par arrêté du 3 janvier 1939,. 

## Présentation
Sa construction date du début du XIIe siècle. Elle est à l'origine de  style roman et subit par la suite de nombreux ajouts de style gothique. 
Sa façade occidentale et les murs du chevet et de la nef remontent vraisemblablement au XIIes. Parmi les différentes phases de son évolution, l'église se voit accoler une tour militaire de défense au XIIIe siècle, avant d'être rehaussée au XIVe siècle, puis dotée de chapelles latérales et d'une flèche de style gothique flamboyant au XVe siècle. Au XVIe siècle, une voûte en pierre est édifiée. Toutes les clés de voûte sont décorées et l'une d'elles, représentant un ange aux ailes repliées, présente la particularité rare d'être pendante. L'autel en marbre blanc, figurant le Christ entouré des quatre évangélistes, est un don fait à la paroisse au début du XXe siècle. On peut encore deviner la porte des cagots au niveau de la tribune. L'église renferme deux statues en bois (saint Paul et un évêque) du XVIIe siècle, classées aux Monuments historiques par arrêté du 18 septembre 2001.

## Galerie

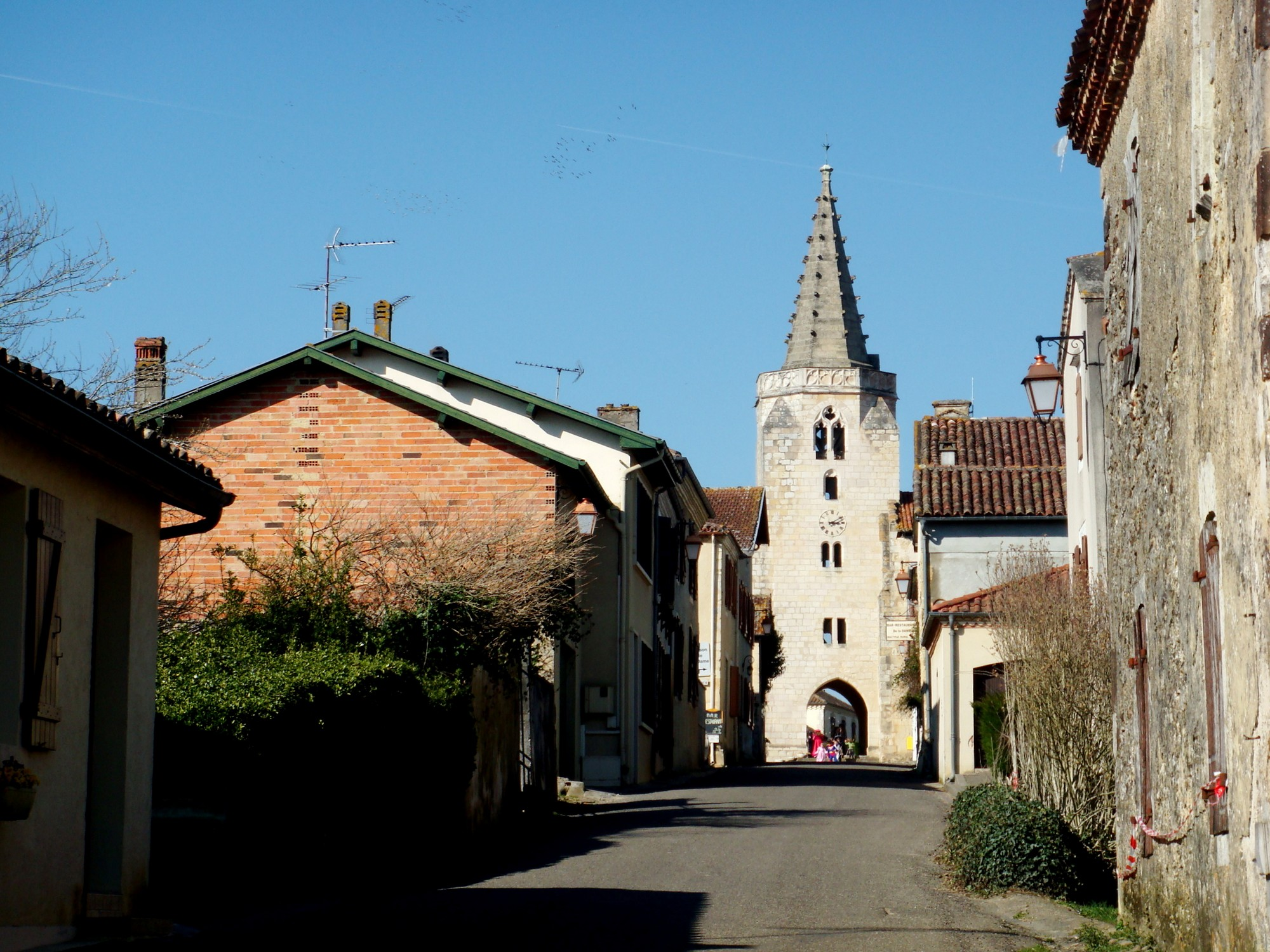
L'église vue du village.
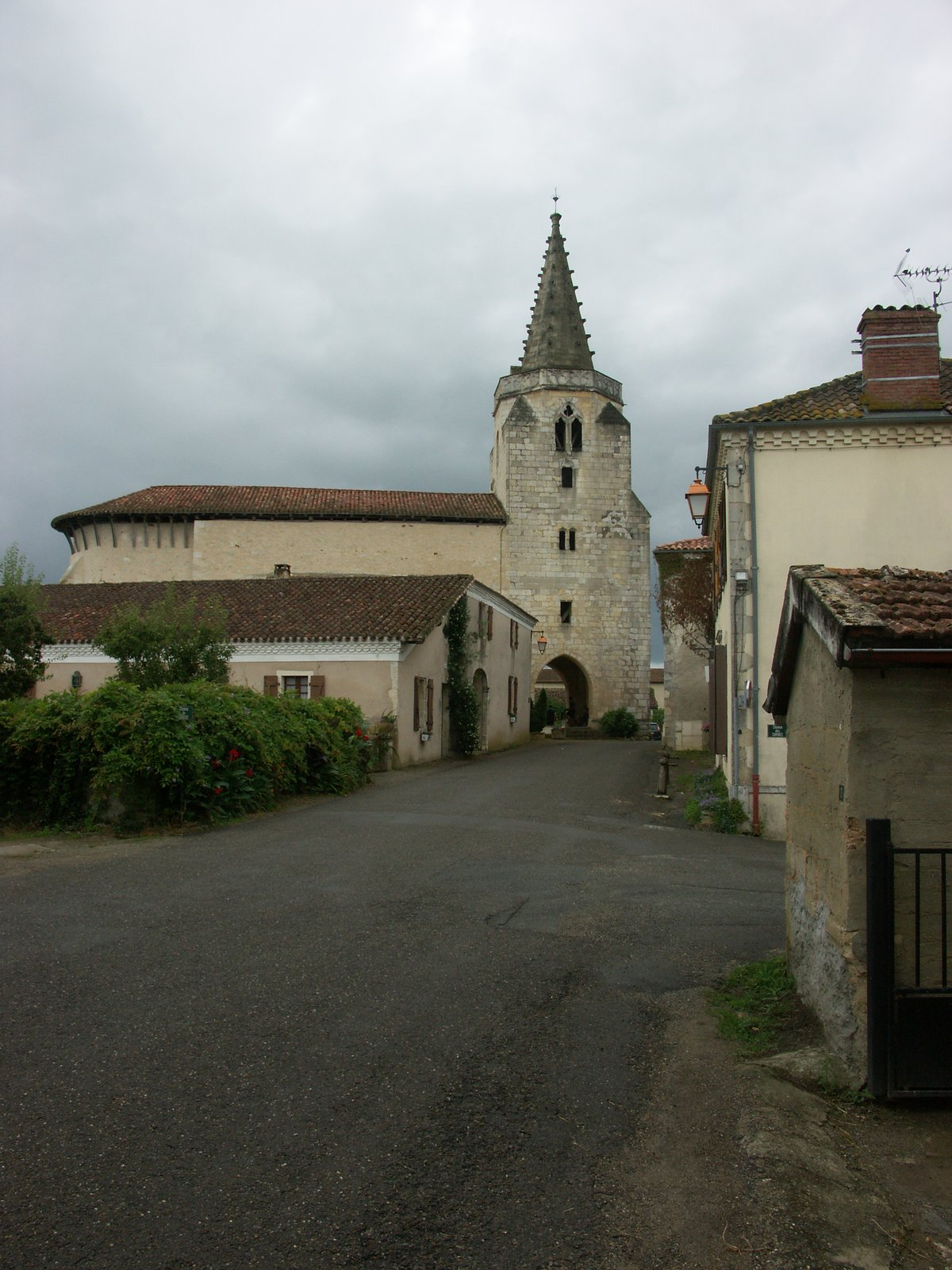
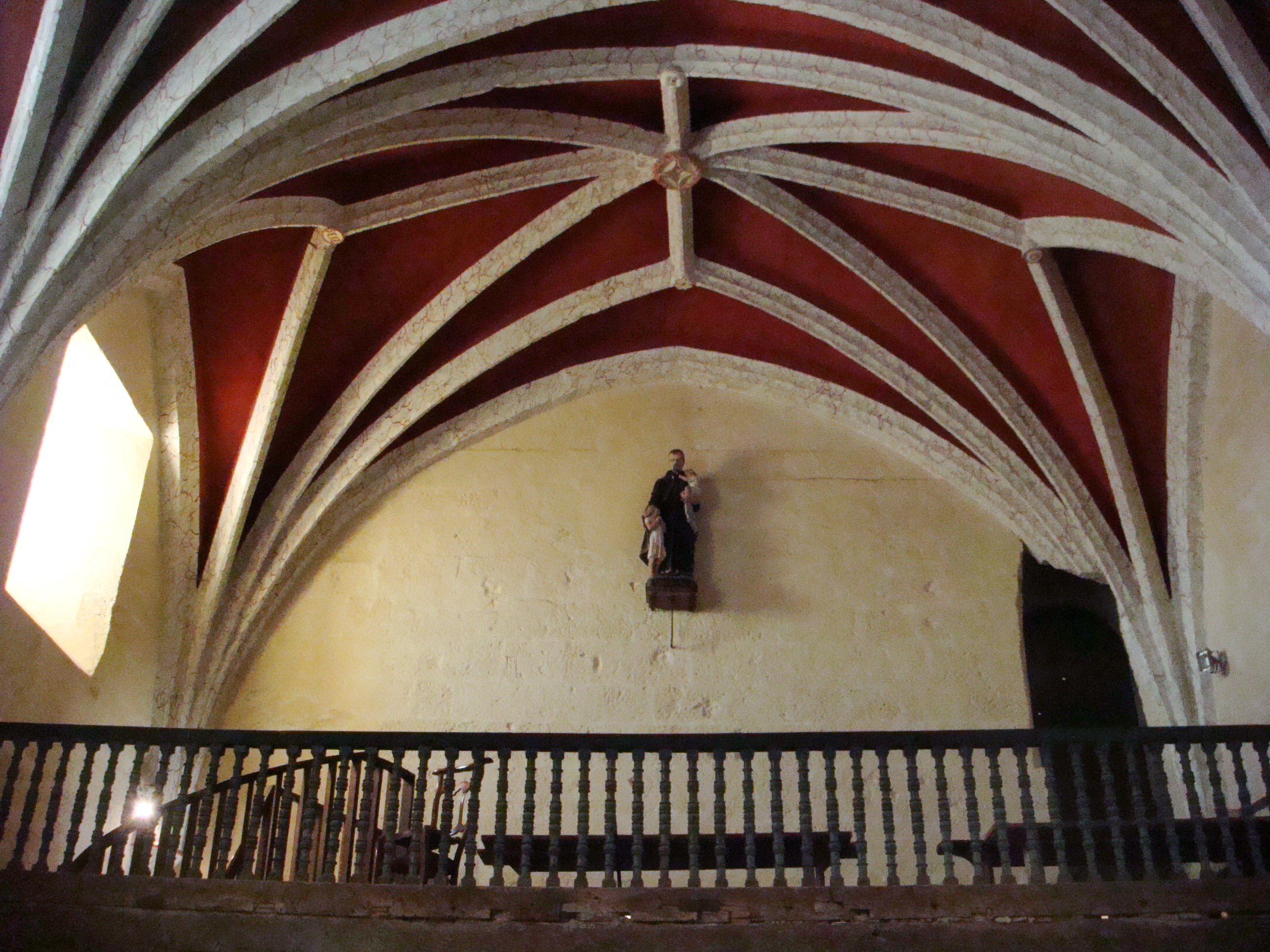